# 崇礼区
崇礼区是中华人民共和国河北省张家口市北部下辖的一个市辖区。位於河北省西北部，地處內蒙古高原與華北平原過渡地帶，北倚內蒙古草原，南臨張家口市中心城區，區人民政府駐地為西湾子镇。
崇礼区位于外长城以北。地处内蒙古高原与华北平原过渡地带。城區距离张家口主城区约50公里，距北京220公里，距天津340公里。身份证前六位是130733。崇礼区为2022年冬季奥林匹克运动会雪上项目主赛场。该赛场核心区将通过有轨电车来接驳。

## 地名由来
1934年5月将张北县二、四县两区划出，取崇尚礼义之意置崇礼设治局。崇礼县取“崇尚礼义”之意。

## 历史
据史料记载，崇礼境地历代均未单行建制，自从1700年以后，天主教传入西湾子村，以后这里曾长期是天主教蒙古教区的主教座堂，成为天主教向长城以外传教的主要基地，以大教堂为中心，西湾子逐渐发展成市镇。民国初属张北县，1934年从张北县划出，析置崇礼设治局，崇礼乃取“崇尚礼仪”之意，1934年成立崇礼设治局，1936年改崇礼设治局为崇礼县。1946年12月，中共军队在当地对天主教徒实施屠杀，即西湾子事件。1993年划归张家口市管辖，2016年1月撤销崇礼县设立张家口市崇礼区至今。
最早的县城设在太平庄，后迁至西湾子镇（在东沟门西边，清水河拐弯处，故名“西湾子”）。

## 人口
截至2021年末，崇禮區總人口12.9631萬人，比去年減少679人。其中，城鎮人口25950人，鄉村人口10.3681萬人；男性人口65092人，女性人口64539人。全年出生874人，死亡907人。截至2021年末，崇禮區常住人口10.4542萬人，城鎮化率為55.6%。

## 自然气候
崇礼素有“八山半水分半田”之说，是一个典型的山区地区。全区有林面积176.1万亩，森林覆盖率50.22%，是河北省天然次生林较大的地区。属暖温带大陆性季风气候，年均气温3.3℃。受特殊的地理位置、良好的生态植被和独特的山形地貌影响，年均降雪高于周边地区，10月中下旬开始降雪，持续到来年4月初，年均降雪量厚度1米以上。

## 行政区划
崇礼区下辖2个镇、8个乡：
西湾子镇、高家营镇、四台嘴乡、红旗营乡、石窑子乡、驿马图乡、石嘴子乡、狮子沟乡、清三营乡、白旗乡和城关街道筹备处。

## 交通概况
京张城际铁路支线--崇礼铁路的一期终点站太子城站设置在崇礼城区东南方向约15公里的太子城，每天有7对复兴号高速动车组列车往返于太子城站及北京北站或清河站之间。太锡铁路太崇段崇礼站也已于2022年1月建成。
每天有4班长途汽车穿梭于北京和崇礼之间，崇礼长途汽车站（电话：0313-461-2909）至北京莲花池长途汽车站，票价￥80。
经过崇礼区的主要公路有：
- 首都环线高速
- 335国道

## 自然资源
- 崇礼区原始次森林面积74万亩，是河北省成片天然林面积最大的县份之一。
- 崇礼的农产品有莜麦、谷子、蚕豆、马铃薯、胡麻等。
- 矿产有银、铅、锌等。工业有采矿、机械、建材、纺织等。
- 名胜古迹有桦皮岭、窄面沟林区、明长城等。

## 旅游资源
全区已建成8家知名滑雪场。
1. 太舞滑雪场 （页面存档备份，存于）
2. 万龙滑雪场
3. 密苑云顶乐园
4. 富龙滑雪场
5. 翠云山银河滑雪场 （页面存档备份，存于）
6. 多乐美地滑雪场 （页面存档备份，存于）
7. 长城岭滑雪场 （页面存档备份，存于）
8. 阿那亚·崇礼拾雪川滑雪场

正在建设崇礼太子城小镇。
1. 崇礼太子城